# Yushan, Chongqing
Yushan (kinesiska: 郁山) är en köping i sydvästra Kina. Den ligger i Pengshui härad i storstadsområdet Chongqing, omkring 180 kilometer öster om det centrala stadsdistriktet Yuzhong. Antalet invånare är 30 981. Befolkningen består av 14 747 kvinnor och 16 234 män. Barn under 15 år utgör 25,0 %, vuxna 15-64 år 64 %, och äldre över 65 år 10,0 %.